# آکسفام
آکسفام (به انگلیسی: Oxfam) نام یکی از بزرگ‌ترین سازمان‌های بین‌المللی امدادرسانی برای ریشه‌کن کردن فقر، گرسنگی و بی‌عدالتی، متشکل از ۱۵سازمان در ۹۸کشور، است. مؤسسهٔ آکسفام در سال ۱۹۴۲ در دانشگاه آکسفورد در قالب یک کمیته امدادرسانی برای مبارزه با قحطی توسط فعالان اجتماعی و دانشگاهیان آکسفورد تأسیس شد. اولین شعبات خارج از کشور آکسفام، در سال ۱۹۶۳ در کانادا تأسیس شد.

## برآورد بنیاد از وضعیت بین‌المللی

### گزارش سال ۲۰۱۴
بنیاد آکسفام در گزارش سال ۲۰۱۴ خود از داووس به عنوان یکی از مهم‌ترین نهادهای مشاوره و تصمیم‌گیری‌های اقتصادی جهان صحبت کرده که باعث درآمیختن قدرت اقتصادی با مراکز تصمیم‌گیری‌های سیاسی می‌شود که تأثیرات مخرب آن بر نحوه مدیریت جامعه، دموکراسی و گسترش فقر و بی عدالتی مشهود است. در این گزارش گفته شده که اقلیت صاحب قدرت اقتصادی در همکاری و هماهنگی با قدرت سیاسی در سطح جهان با تقلب و فریبکاری در شیوه مدیریت امور اقتصادی، دموکراسی را تضعیف کرده و شرایطی را به وجود آورده که امروزه ثروت ۸۵ نفر از ثروتمندترین افراد با دارایی ۵۰ درصد از جمعیت جهان برابر است. انحصار فرصت‌ها و امکانات در دست یک اقلیت کوچک باعث شده که ۷۰ درصد از مردم جهان اکنون در کشورهایی زندگی کنند که طی سه دهه گذشته نابرابری اقتصادی در آن‌ها افزایش یافته‌است. هم‌اکنون یک درصد از مردم جهان با ثروتی حدود ۱۱۰ تریلیون دلار صاحب ۴۶ درصد از کل ثروت جهان هستند. طبق ارزیابی‌های این نهاد، نابرابری اقتصادی با به خطر انداختن ثبات و امنیت اجتماعی یک خطر بزرگ برای امنیت جهانی است. براساس نظرسنجی‌هایی که توسط مؤسسه آکسفام در شش کشور جهان برزیل، هند، آفریقای جنوبی، اسپانیا، بریتانیا و آمریکا انجام شده‌است اکثر پاسخ دهندگان معتقدند که قوانین و نحوه مدیریت جامعه براساس منافع اقلیت صاحب قدرت اقتصادی تنظیم می‌شوند. در سال‌های اخیر نابرابری‌های اقتصادی به یک نگرانی بزرگ در سطح جهان بدل شده‌است و مجمع اقتصادی جهانی افزایش شکاف و نابرابری در سطح درآمد را پس از تروریسم بزرگ‌ترین خطر جهانی می‌داند.

### گزارش سال ۲۰۱۸
همچنین این سازمان در گزارش سال ۲۰۱۸ خود که بر اساس داده‌های مجله فوربز و سازمان «ثروت جهانی کردیت سوئیس» تهیه شده، عنوان می‌کند که شکاف میان ابرثروتمندان و دیگر مردم جهان در سال ۲۰۱۷ افزایش یافته و اقلیتی کوچک همچنان صاحب بخش بزرگی از ثروت جهان است. به‌طوری‌که حدود ۸۲ درصد ثروت تولید شده در سال ۲۰۱۷ سال گذشته تولید شده در اختیار یک درصد از ثروتمندترین افراد جهان قرار گرفته‌است. در سال ۲۰۱۷ ثروت هشت نفر از ثروتمندترین مردم جهان با ثروت ۵۰ درصد جمعیت فقیرتر جهان برابر است. این درحالی است که درآمد ۵۰ درصد جمعیت فقیرترین مردم جهان اصلاً بالا نرفت. این وضعیت نشاندهنده ناکامی سیستماتیک است که به خاطر فرار مالیاتی، نفوذ شرکت‌ها در سیاست‌گذاری دولت‌ها، فرسایش حقوق کارگران و کاهش مخارج دولت‌ها پدید آمده‌است. بنابر پیش‌بینی این سازمان، روند افزایش نابرابری همچنان ادامه دارد.

## سوء استفاده جنسی
پس از فاش شدن گزارش‌هایی مبنی بر سوء استفاده جنسی کارکنان این سازمان در چند کشور از جمله هائیتی و چاد، دولت بریتانیا به سازمان‌های خیریه این کشور که به مردم خارج از بریتانیا کمک‌رسانی می‌کنند هشدار داد در صورت همکاری نکردن این سازمان‌ها در مورد مسائل مرتبط با حفاظت کارکنان، کمک‌های دولتی به آن‌ها قطع می‌شود.